# ويليام تي. إينيس
ويليام تي. إينيس هو شخصية أعمال وفلاح وسياسي أمريكي، ولد في 27 يونيو 1826، وتوفي في 16 نوفمبر 1901. نشط حزبياً في الحزب الجمهوري. وقد انتخب عضو جمعية ولاية ويسكونسن ‏.